# Bryophyllum manginii
Bryophyllum manginii là một loài thực vật có hoa trong họ Crassulaceae. Loài này được (Raym.-Hamet & Perrier) Nothdurft miêu tả khoa học đầu tiên năm 1962.